# Nautilus belauensis
Nautilus belauensis je mořský hlavonožec z řádu loděnkovití. Živočich s ulitou velkou v průměru něco okolo 20 cm získal svůj anglický název Palau Nautilus podle výskytu u ostrova Palau v Tichém oceánu. Žije v hloubkách přes 300 metrů a jeho nejbližší příbuzný je pravděpodobně druh loděnka hlubinná.

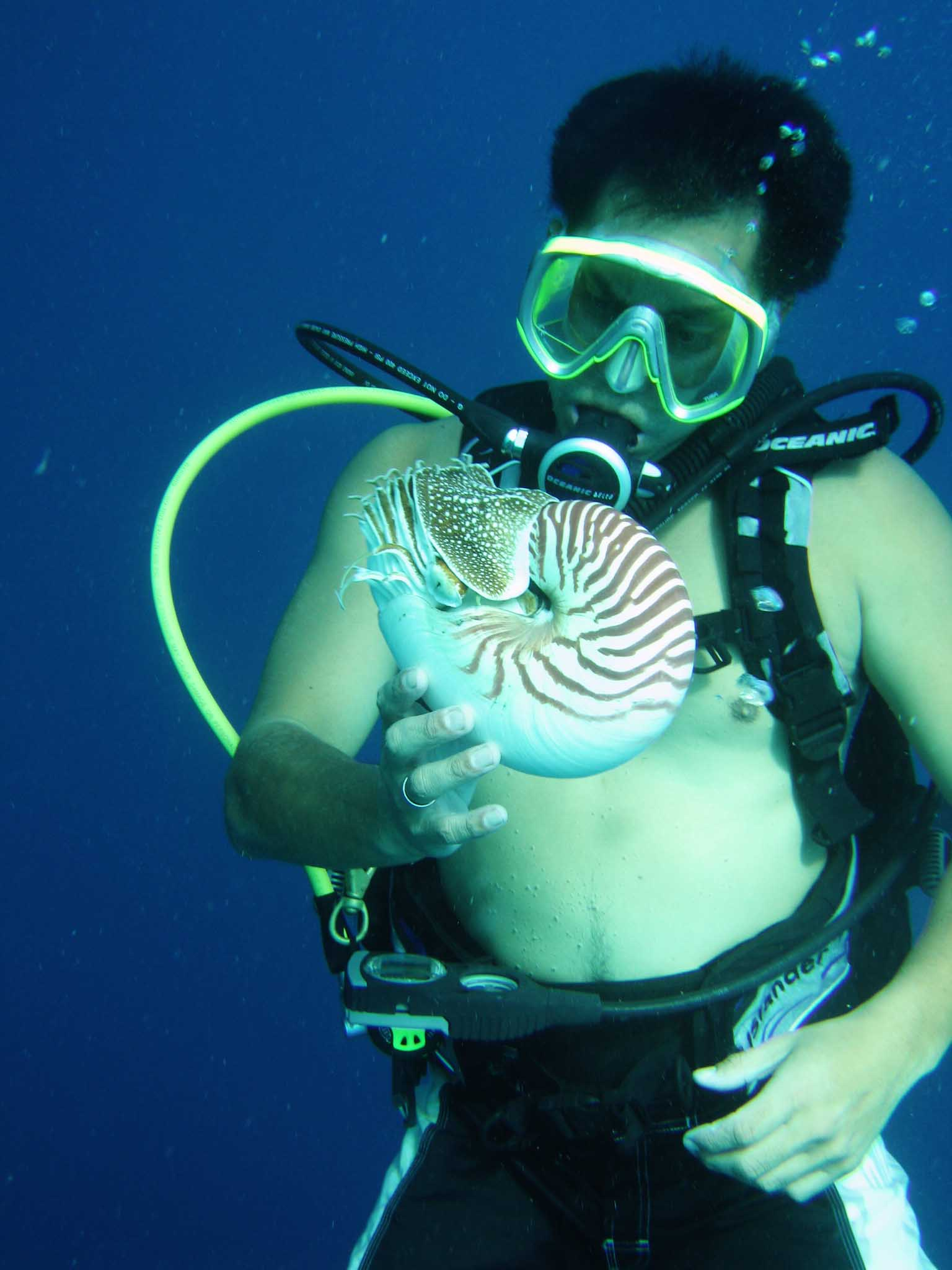
potápěč s loděnkou

Tyto loděnky jsou známy svým krásným zbarvením a podobností s loděnkou hlubinnou (Nautilus pompilius) a s loděnkou kaledonskou (Nautilus macromphalus).